# Ozamis
Ozamis (auch ausgesprochen als Ozamiz) ist eine Stadt in der philippinischen Provinz Misamis Occidental auf der Insel Mindanao.

## Namensherkunft
Die Stadt ist benannt nach José F. Ozámiz, Gouverneur, Kongressabgeordneter, Widerstandskämpfer und späterer (und bis heute einziger) Senator der Provinz. 
Zuvor hieß die Stadt noch Misamis.

## Geographie
Ozamiz liegt am Eingang der Bucht von Panguil im Nordwesten der Insel Mindanao. Im Norden der Stadt liegt die Gemeinde Clarin, im Osten liegt die Bucht von Iligan, deren Ausläufer die Bucht von Panguil die Küstenlinie der Stadt bildet. Sie trennt Ozamis City von ihrer Zwillingsstadt, Iligan City auf der anderen Seite der Bucht. Im Süden liegt die Stadt Tangub City und im Westen die Gemeinde Don Victoriano Chiongbian. 
Wie viele Dörfer und Städte von Misamis Occidental hat auch Ozamis seinen Standort entlang der Bucht von Panguil, da sich zum einen das Hinterland vom extrem schroffen Gebirgszug des Mount Malindang dominiert wird, zum anderen der Zugang zum Meer einen enormen wirtschaftlichen Vorteil bietet. Der Malindang ist ein Wahrzeichen der Stadt und der Provinz Misamis Occidental und hat eine Gipfelhöhe von 2.402 m über dem Meeresspiegel.

## Baranggays
Ozamiz ist politisch unterteilt in 51 Baranggays.
| - Aguada (Pob.) - Banadero (Pob.) - Bacolod - Bagakay - Balintawak - Baybay Santa Cruz - Baybay Triunfo - Bongbong - Calabayan - Capucao C. - Capucao P. - Carangan - Catadman-Manabay - Cavinte - Cogon - Dalapang - Diguan | - Dimaluna - Embargo - Gala - Gango - Gotokan Daku - Gotokan Diot - Guimad - Guingona - Kinuman Norte - Kinuman Sur - Labinay - Labo - Lam-an - Liposong - Litapan - Malaubang - Manaka | - Maningcol - Mentering - Carmen (Misamis Annex) - Molicay - Stimson Abordo (Montol) - Pantaon - Pulot - San Antonio - Baybay San Roque - Sangay Daku - Sangay Diot - Sinuza - Tabid - Tinago - Trigos - 50th District (Pob.) - Doña Consuelo |

## Geschichte
Der Ort Misamis war ein altes spanisches Dorf, das seit der Zeit existierte, als jesuitische Missionare die Gegend bezogen. Der Ursprung des Namens Misamis liegt mutmaßlich in dem Wort Kuyamis, einer süßen Kokosnussart, aus der Sprache der Subanon, einem Volk, das lange vor den Spaniern die Region besiedelte. Aus dem Namen der Baumfrucht, die die Subanon ernährte, veränderte sich im Laufe der Jahre das Wort in Misamis und wurde zu einer Bezeichnung für den Ort und für die ganze Region.
Ursprünglich war Misamis und der gesamte Nordosten der Insel Mindanao von diesem friedlichen Volk der Subanon bevölkert. Kurz vor Eintreffen der Spanier wurde Misamis immer wieder von plündernden Piraten heimgesucht, die von der nahen Provinz Lanao kamen. Als Resultat dieser Übergriffe wanderten die Subanon aus in die Gebiete der heutigen Provinzen Misamis Oriental und Zamboanga del Norte, und dort speziell nach Dapitan. Später kamen Einwanderer aus der Provinz Bukidnon in das Gebiet, gefolgt von Siedlern aus Cebu und Bohol. 
Um 1757 vermehrten sich die Übergriffe von Piraten auf die Küstenorte des gesamten Archipels, und Misamis wurde zum Liegeplatz der spanischen Konquistadoren auserwählt. 
Ein Steinfort, die "Cotta" (heute als Fort Santiago bekannt), wurde in jahrelanger Arbeit errichtet und ist bis heute erhalten. Durch diese Festung und das umgebende Dorf wurde Misamis zum neuen Sitz der Militärregierung, die aus Iligan hierher verlegt wurden. Später wurde Misamis zur Hauptstadt des Bezirks, der im 18. und 19. Jahrhundert die meisten Provinzen des nördlichen Mindanaos beinhaltete. 
Während der japanischen Besatzung von Misamis im Zweiten Weltkrieg (1943–1945), wurde die Festung "Cotta" zu einer Garnison eines Teils der japanischen Streitkräfte, die nahe und unter dem Wall Schützenlöcher ausgruben. Diese Veränderungen führten später, beim Erdbeben von 1955, zur Zerstörung des Südwestflügels der Bastion.
Drei Jahre nach Ende des Krieges wurde Misamis mit Inkrafttreten des House Bill Nr. 1656, am 16. Juli 1948, zu einer beurkundeten Stadt und im gleichen Zuge, zu Ehren des späteren Senators Jose Ozamiz, in Ozamis City umbenannt.
Jose Ozamiz war ein Wegbereiter der im Untergrund tätigen Widerstandsbewegung in Misamis Occidental gegen die japanischen Besatzer. Er wurde in Fort Santiago inhaftiert und schließlich im La Loma Cemetery zusammen mit anderen philippinischen Patrioten hingerichtet.

## Klima
Ozamiz fällt unter die 6. Klimakategorie. Das Wetter ist einheitlich, ohne größere Regenphasen über das Jahr hinweg. 
Die Monate Februar bis April sind eher trocken, während der November und der Dezember nass und feucht sind. Die Temperatur liegt über das Jahr bei durchschnittlichen 27 °C. 
Die Stadt liegt zudem außerhalb des Taifungürtels, der die nördlichen Regionen der Philippinen streift, so dass tropische Stürme Ozamis selten treffen.

## Verkehr
Ozamiz verfügt über einen kleinen Flughafen, der sich etwa 3 Kilometer weiter nördlich befindet. Ozamiz City Labo Airport wird augenblicklich (Stand: Okt. 2012) von Airphil Express und Cebu Pacific mit den Flugzeugmustern Airbus A319 und A320 bedient. Direktflüge von und nach Manila bilden den größten Anteil der Flugbewegungen vor Ort.

## Sehenswürdigkeiten
- Fort Santiago (The "Cotta")
- Bukagan Hill
- Der Botanische Garden
- Die Pfeifenorgel in der Immaculate Conception Cathedral